# BBC Radio 5 Live
BBC Radio 5 Live ist das fünfte Hörfunkprogramm der BBC. Es ist seit 1990 auf Sendung, ursprünglich unter dem Namen BBC Radio 5. Seit 2002 gibt es eine Partnerstation unter dem Namen BBC Radio 5 Live Sports Extra.

## Geschichte

Logo vor 2022

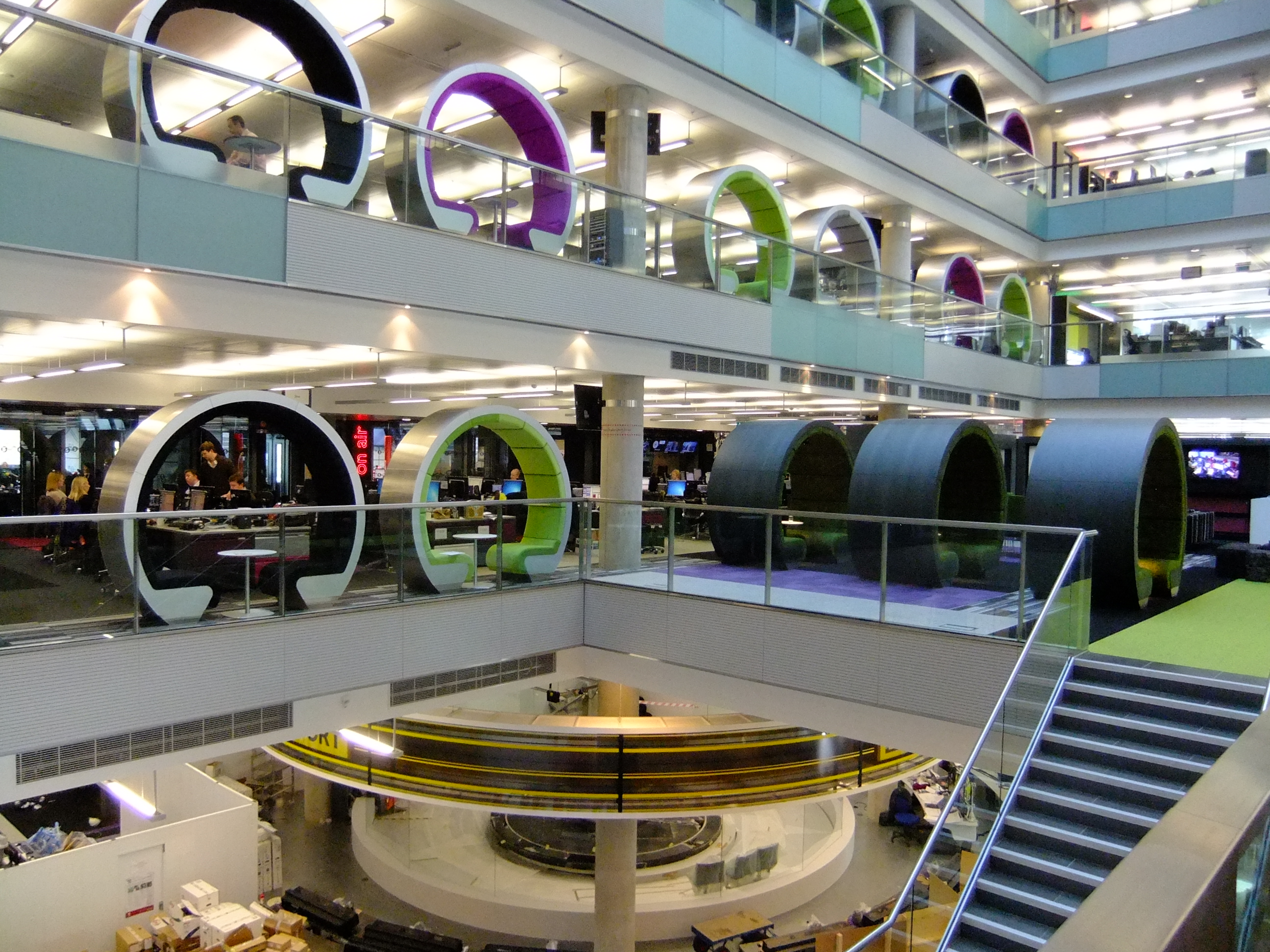
Redaktion von BBC Radio 5 in Salford

Während des Zweiten Golfkriegs in den Jahren 1990–1991 sendete die BBC auf den UKW-Frequenzen von BBC Radio 4 ein fortlaufendes Nachrichtenprogramm, um über die Ereignisse zu berichten, Radio 4 News FM. Das Format wurde vom BBC World Service übernommen. Es erwies sich als so erfolgreich, dass das damalige Radio 5 aufgegeben und durch BBC Radio 5 Live ersetzt wurde.
Gesendet wird aus dem Quay House in MediaCityUK in Salford.

## Programm
Konzipiert ist Radio 5 Live als „News and Sports station“, also als reiner Nachrichten- und Informationssender mit ausführlicher Sportberichterstattung. Großen Raum nehmen Sendungen mit Hörerbeteiligung ein.

## Empfang
Ausgestrahlt wird BBC Radio 5 Live auf den ehemaligen BBC Radio 2-Mittelwellenfrequenzen 693 und 909 kHz, außerdem über DAB, über Satellit und per Livestream im Internet. Viele Sportreportagen werden allerdings nicht außerhalb des Vereinigten Königreichs verbreitet. Seit 2021 gibt es einen separaten Livestream für Hörer in der restlichen Welt.
Einige Sender übernehmen Programme von Radio 5 Live: Die Nachtsendung „Up all Night“ wird auch im Programm der lokalen BBC-Stationen gesendet. Das BFBS-Network übernimmt für sein BFBS Radio 2 unter anderem die Sportübertragungen.